# Sunshine 60 Building

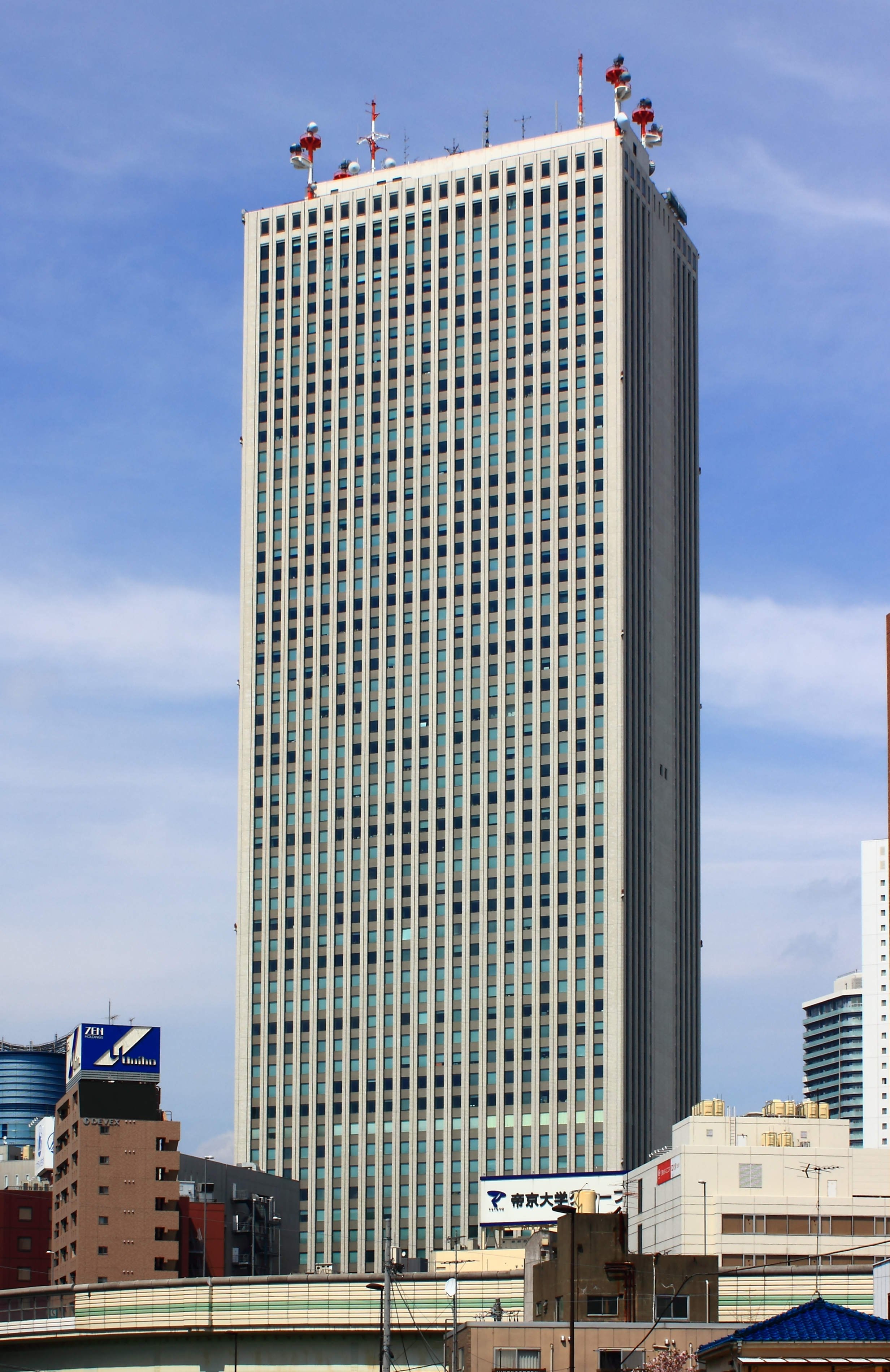
O Sunshine 60.

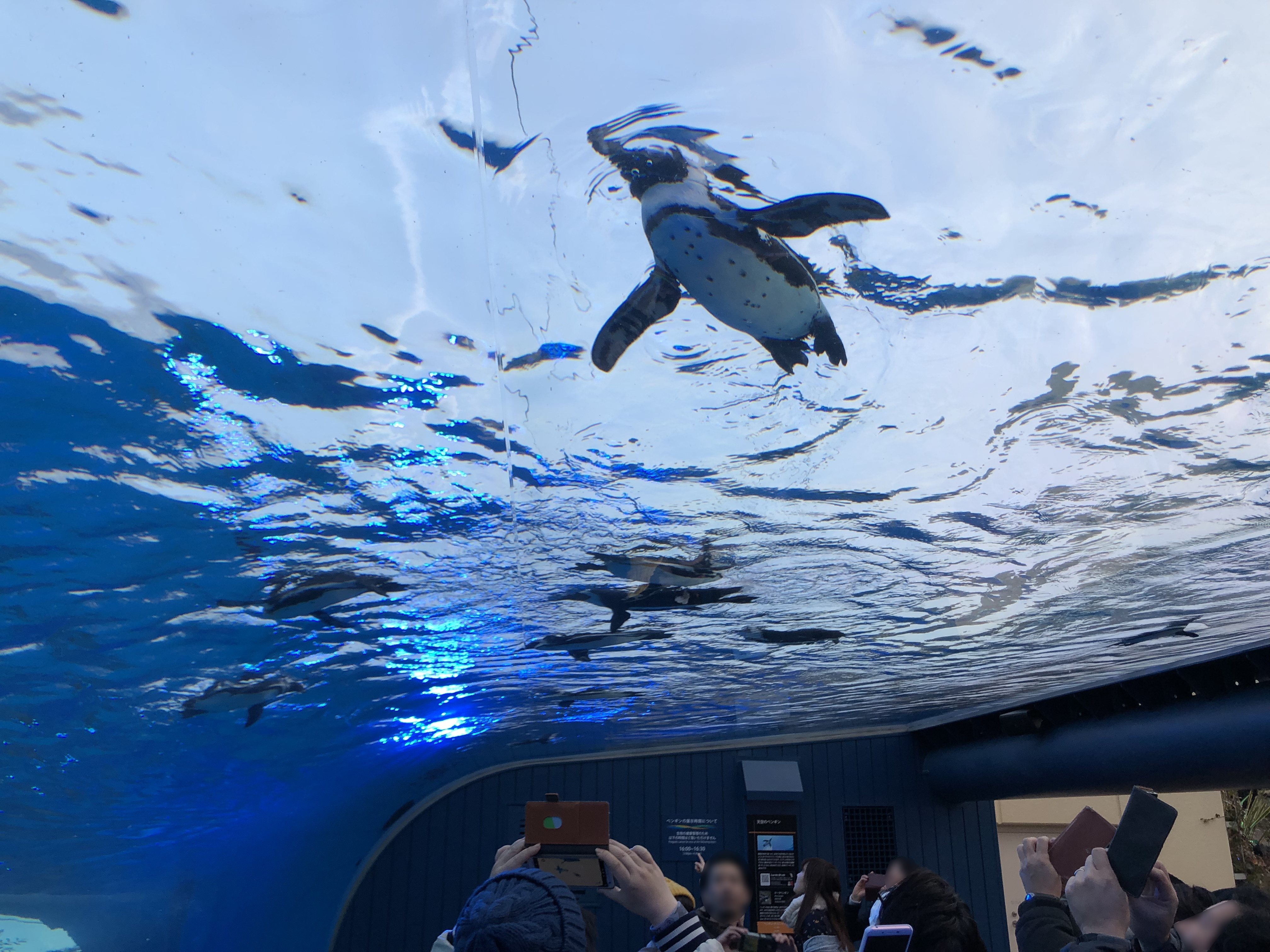
Sunshine Aquarium

Sunshine 60 Building é um dos arranha-céus mais altos do mundo, com 240 metros (787 ft). Edificado na cidade de Tóquio, Japão, foi concluído em 1978 com 60 andares.